# Erythronium elegans
Erythronium elegans ist eine Pflanzenart aus der Gattung der Zahnlilien (Erythronium).

## Merkmale
Die Zwiebeln sind 30 bis 50 Millimeter groß und schlank. Die Blätter sind 7 bis 20 Zentimeter lang. Die Blattspreite ist beinahe eiförmig und grün oder schwach braun und weiß gefleckt. Der Blattrand ist oft gewellt. Der Schaft ist 10 bis 30 Zentimeter lang. Der Blütenstand ist meist ein- bis zweiblütig, selten bis vierblütig.
Die Blütenblätter sind 20 bis 40 Millimeter lang und breit lanzettlich bis fast elliptisch. Die inneren Blütenblätter sind mehr oder weniger weiß. Die äußeren sind ebenfalls mehr oder weniger weiß und zusätzlich oft stark rosa gefärbt, insbesondere entlang der Mittellinie und auf der stängelabgewandten Seite; mit der Zeit verfärben sie sich insgesamt hin zu blassrosa. Sowohl die inneren als auch die äußeren Blütenblätter weisen an ihrer Basis ein gelbes Band auf. Die inneren sind an der Basis leicht geöhrt. Die Staubblätter sind 13 bis 22 Millimeter lang. Die Staubfäden sind 0,8 bis 2 Millimeter breit, weiß, abgeflacht, leicht verbreitert und linealisch bis lanzettlich. Die Staubbeutel sind gelb. Die Griffel sind 10 bis 20 Millimeter lang und weiß. Die Narbe weist schmale, 2 bis 4 Millimeter lange und für gewöhnlich zurückgebogene Lappen auf. Die Kapseln sind 2 bis 5 Zentimeter lang und verkehrt-eiförmig bis länglich.
Die Blütezeit liegt im späten Frühjahr von Mai bis Juni.
Die Chromosomenzahl beträgt 2n = 48.

## Vorkommen
Erythronium elegans ist in den Küstengebieten im Westen Oregons endemisch. Die Art wächst auf Wiesen und in offenen Nadelwäldern in Höhenlagen von 800 bis 1000 Meter.

## Belege
- Erythronium elegans in der Flora of North America (Zugriff am 3. November 2010)